# Terqa
Ne doit pas être confondu avec Tell al-Ashari
Terqa (en arabe : tarqā, ترقا) est le nom d'une cité des IIIe et IIe millénaires av. J.-C. découverte sur le site de Tell Ashara, sur la rive droite du Moyen-Euphrate en Syrie, à environ 80 km au nord de la frontière avec l'Irak.

## Histoire du site archéologique
Un premier sondage effectué en 1923 par une équipe d'archéologues français avait déjà révélé l'importance de cette cité de la mésopotamie à l'âge du bronze. Ce n'est toutefois qu'en 1975 qu'a démarré un véritable programme d'excavations sous la direction des professeurs G. et M. Buccellati de l'Université de Californie à Los Angeles (UCLA). Depuis 1987 une équipe française dirigée par le professeur O. Rouault poursuit ces recherches. C’est, à l’heure actuelle, le seul site important qui nous renseigne sur cette période obscure.
Le site, aujourd'hui occupé par un village, est difficile à fouiller, mais dans les espaces libres pour la recherche, il a livré une partie de ses murailles, un temple, des bâtiments administratifs et des quartiers d’habitation.

## Histoire de la cité
Dans les parties encore inoccupées de Tell Ashara, les excavations ont révélé les vestiges de remparts du IIIe millénaire av. J.-C.. On pense que Terqa était alors sous la domination de sa puissante voisine Mari, jusqu'à la destruction de celle-ci par le roi Hammurabi de Babylone. On a mis au jour une vaste zone construite correspondant à cette période, ainsi que de nombreux textes et documents. Après la chute de Mari, Terqa devient le centre politique et économique du Moyen-Euphrate presque jusqu'à la fin de l'âge du bronze, comme capitale du royaume de Hana, qui sera finalement soumis par les Mitanniens.
Les vestiges de Tell Ashara contemporains de cette période : des maisons, un temple, quelques ateliers, et de nombreuses archives, sont d'une grande importance et nous renseignent sur un "âge sombre" qui régnait alors sur le reste de la Mésopotamie syrienne. Plus tard, durant l'âge du fer, il semble que la cité connaisse une période de crise et d'abandon.
Au IXe siècle av. J.-C., Terqa, qui s'appelle désormais Sirqu, est de nouveau décrite comme un centre politique régional dans des inscriptions royales assyriennes. Puis elle est intégrée à l'empire assyrien. Seule une stèle de basalte comportant une inscription cunéiforme ainsi que quelques tombes nous renseignent sur cette époque. Les tablettes cunéiformes qui y ont été retrouvées, surtout de type juridique (contrats d’achats de terrains et de maisons), ont permis de reconstituer la dynastie des souverains de l’époque.
L'archéologie de Terqa apporte un éclairage nouveau sur les relations entre les hommes et les sociétés urbaines et le milieu naturel de la steppe autour de la vallée de l'Euphrate. À travers l'histoire de Terqa, on perçoit la structure et l'évolution de la société et de la culture locales, son caractère original et ses rapports, de résistance ou d'assimilation, avec les grandes civilisations de l'époque, comme Sumer, Babylone et l'Assyrie.
La découverte d'un clou de girofle, plante qui ne poussait autrefois que dans l'archipel indonésien des Moluques, parmi des restes calcinés sur le sol d'une cuisine incendiée de Terqa suggère que le commerce entre le Proche-Orient et l'Asie du Sud-Est, avec comme intermédiaire vraisemblable le monde indien, pourrait avoir commencé dès cette époque.